# Phrenitis

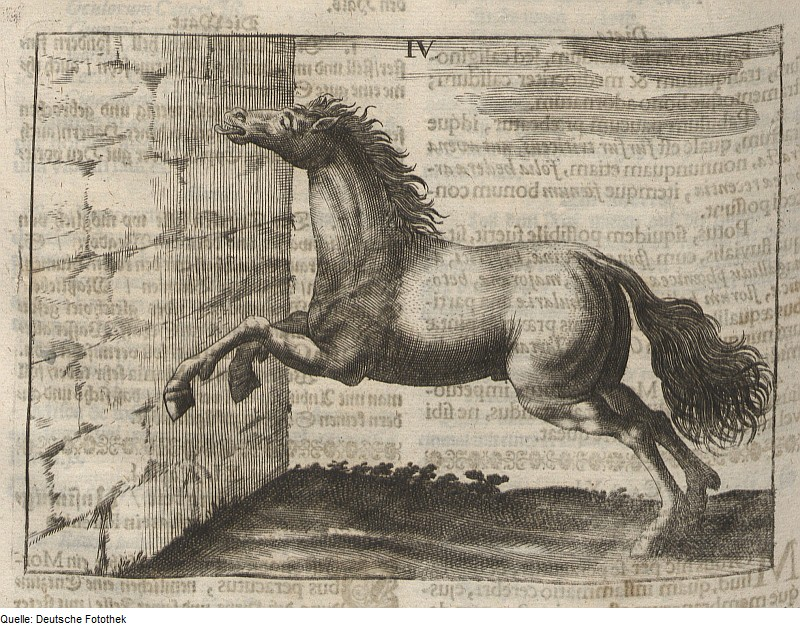
Ein Pferd mit Phrenitis, Nutztierhaltung & Tiermedizin & Pferd & Krankheit, Georg Simon Winter von Adlersflügel.

Phrenitis (von altgriechisch φρενῖτις „Hirnentzündung“) ist eine medizinische Diagnose aus der Antike und dem Mittelalter. Eine übliche Definition lautete lateinisch Delirium continuum cum febre – Anhaltendes Delir mit Fieber. Für Delir oder Wahnsinn wurde auch der Begriff Phrenesie (von griechisch φρενητικός „frenetisch“) verwendet.

## Entwicklung des Krankheitsbildes
Die Krankheit war unter anderem durch die Symptome Fieber, Schüttelfrost (Zittern), Krämpfe, Irrereden (delirante Zustände, „Hirnwut“), Angst und Erbrechen gekennzeichnet und verlief meistens tödlich. Die Ursache der von Hippokrates von Kos häufig genannten Erkrankung wurde in einer Entzündung des Zwerchfells (griechisch φρήν phren, „Zwerchfell“, „Geist, Seele, Verstand“) gesehen. Das Zwerchfell galt als Ort des Entstehens von Gedanken. Da es sich den Symptomen nach um eine Geisteskrankheit handelt, änderte sich die Auffassung vom Sitz der Krankheit, und Galenos gab in der Schrift De symptomatum causis das Gehirn und seine Häute als Sitz der Krankheit an. Über byzantinische und arabische Texte wurde der Begriff ins Mittelalter getragen. Die Aufteilung der Geisteskrankheiten in Manie, Melancholie und Phrenitis wurde übernommen und zahlreiche Ärzte befassten sich mit dem Thema. Die Phrenitis trat dabei allerdings gegenüber den beiden anderen Erkrankungen in den Hintergrund. Michael Ettmüller grenzte die Phrenitis gegen Verwirrtheitszustände und Melancholie ab und verstand unter ihr eine Hirnentzündung begleitet von Fieber.
Die Ausbildung der Psychiatrie als medizinische Fachdisziplin im 19. Jahrhundert führte zu einer ganz anderen Einteilung psychischer Störungen. Die Phrenitis lässt sich wegen des Symptoms 'Fieber' hier allerdings schwer einordnen. Eher passt sie zur Meningitis mit u. a. den Symptomen 'Fieber', 'Bewusstseinsstörungen', 'Krämpfe'. Im gegenwärtig gültigen Klassifikationssystem der Krankheiten ICD-10 wird die Phrenitis nicht erwähnt.

## Phrenitis in der Antike

De medicina

Nachdem die Krankheit im Corpus Hippocraticum beschrieben worden war (bei Hippokrates verbunden mit dem Bild eines Kranken, der plötzlich den Verstand verliert, aufgeregt, verwirrt ist, Wahnvorstellungen hat, grundlos redet, schreit usw.), gehörte sie zum festen Bestand der antiken Krankheitsvorstellung, und ihre Behandlung wurde von zahlreichen Medizinschriftstellern dargelegt. Aulus Cornelius Celsus grenzte sie in seiner Enzyklopädie De medicina als akut und mit Fieber von der fieberfreien tristitia, die von der schwarzen Galle herrührt, ab. Caelius Aurelianus definierte die Phrenitis als akute Geistesverwirrung mit akutem Fieber. Er geht auf die Behandlung dieser Krankheit durch Diokles von Karystos, Asklepiades von Bithynien und andere ein, woraus man ersehen kann, welche Bedeutung sie hatte. Die Behandlung entspricht den üblichen Mitteln der Methodiker: Aderlass, Diätvorschriften, Ölabreibungen, im Bedarfsfall auch ruhig halten und fesseln.